# Ergasilus xenomelanirisi
Ergasilus xenomelanirisi is een eenoogkreeftjessoort uit de familie van de Ergasilidae. De wetenschappelijke naam van de soort is voor het eerst geldig gepubliceerd in 1955 door Carvalho.